# Шляхтерман, Владимир Ильич
Владимир Ильич Шляхтерман (8.05.1924, Москва — 3.11.2017, Москва) — журналист, историк, ветеран Великой Отечественной войны. 

## Биография
Владимир Ильич родился 8 мая 1924 года в Москве. Окончил Московский педагогический институт им. Ленина (заочно).
Участник Великой Отечественной войны, был призван рядовым 22.08.1942. С декабря 1942 года принимал участия в боях с армией Паулюса под Сталинградом в составе роты автоматчиков 6-й мотострелковой бригады 4-го танкового корпуса. Затем вместе с корпусом (переименованным в 5-й гвардейский «Сталинградский») был передислоцирован к Тамбову на переформирование в апреле 1943 года. В начале июля в составе корпуса принимал участие в Курской битве, 7 июля был контужен на глаза. 23 августа 1943 года получил тяжёлое ранение правой руки в уличном бою под Ахтыркой. После госпиталя, в 1944 году был демобилизован по ранению в звании гвардии рядового. Награждён Орденом Красной звезды, орденом Отечественной войны 1-й степени, медалью «За Оборону Москвы».
После службы работал по линии комсомола, в 1944 году был направлен старшим пионервожатым в школу № 193, затем был переведён в аппарат райкома инструктором. Избирался членом бюро РК ВЛКСМ. В 1950—1960‑х работал журналистом в газете «Московский комсомолец», был заместителем ответственного секретаря газеты. В 1963 году — ответственный секретарь московской областной газеты «Ленинское знамя». Публиковал статьи на спортивные темы в газете «Советский спорт» и в журнале «64‑Шахматное обозрение». Его статьи также печатались в «Известиях», «Комсомольской правде», «Вечерней Москве», «Совершенно секретно», «Новой газете», журнале «Лехаим».
Заслуженный работник культуры РСФСР. Лауреат премии Артёма Боровика.

## Награды
- Орден Красной Звезды
- Орден Отечественной войны
- Медаль «За оборону Москвы»